# 崔志雄 (香港)
崔志雄（Chui Chi Hung）是香港會計師公會會員，占飛百貨股東，獲特首董建華嘉許，因為與未成年少女交合，在2010年3月被判監4年8個月。
崔志雄1940年代出生，2010年初是61歲，身為屈洪疇會計師事務所董事，在佐敦彌敦道立信大廈營業。
崔志雄業餘喜愛上網援交，約會女孩子出街食飯，兼游說性交，又要求對方介紹其他少女朋友，承諾300元酬勞，200元介紹費。香港警方調查崔志雄，發現百張針孔相機性愛光碟，其中崔志雄是男主角，跟不同少女性交過程。
崔志雄原本有高學歷又是專業會計師，在業界著名。獲得城中名人寫求情信。包括:新世界發展主席鄭裕彤及霍英東家族之霍震霆和霍震寰等。

## 相關
- 屈洪疇會計師事務所，寫字樓位於中環皇后大道中新世界大廈。
- 立信大廈，位於九龍佐敦彌敦道，是一幢50年樓齡的著名商住大廈。

崔氏家族除經營百貨業, 亦是會計世家, 崔志雄的哥哥, 崔志強出身於英國四大會計師樓, 現在英國曼城唐人街經營會計師樓. 他們的堂兄弟崔志德也是出身於英國四大會計師樓, 現在香港經營郭崔會計師行.
崔志德王惠貞英國曼城居住. 王惠貞祖籍廣東潮陽.